# Retromalisus
Retromalisus – wymarły rodzaj chrząszczy z podrzędu wielożernych i rodziny Berendtimiridae. Obejmuje tylko gatunek R. damzeni. Znany jest z inkluzji w bursztynie bałtyckim znalezionych w Zatoce Gdańskiej i pochodzących z eocenu.

## Taksonomia i ewolucja
Rodzaj i gatunek typowy opisane zostały po raz pierwszy w 2020 roku przez Siergieja Kazancewa. Opisu dokonano na podstawie pojedynczej inkluzji w bursztynie bałtyckim znalezionej w Zatoce Gdańskiej na terenie obwodu królewieckiego i pochodzącej z eocenu. Nazwa rodzajowa to połączenie łacińskiego retro z nazwą rodzaju Omalisus, natomiast epitet gatunkowy nadano na cześć Jonasa Damzena, który ofiarował inkluzję moskiewskiemu ośrodkowi badawczemu.
Autor opisu umieścił rodzaj w należącej do sprężyków rodzinie Berendtimiridae, wcześniej monotypowej, utworzonej w 1987 roku przez Josefa R. Winklera dla rodzaju Berendtimirus.

## Morfologia
Chrząszcz o spłaszczonym grzbietobrzusznie i wydłużonym ciele długości około 3,2 mm. Szersza niż dłuższa głowa zaopatrzona była w małe, kulistawe oczy złożone, małe głaszczki o wydłużonych i spiczasto zwieńczonych członach wierzchołkowych oraz długie, nitkowate czułki, zbudowane z jedenastu członów, z których pierwszy jest krótszy niż u Berendtimirus. Poprzeczne, trapezowate w zarysie przedplecze miało słabo wypukłe krawędzie przednią i tylną oraz małe i ostre kąty tylne z wcięciami przed nimi. Kształt tarczki był trójkątny. Całkowicie nakrywające odwłok, wydłużone pokrywy miały niemal równoległe boki i sięgające wierzchołków, wąskie epipleury. Na powierzchni pokryw występowało po dziesięć regularnych szeregów okrągławych punktów. Przedpiersie było krótkie, T-kształtne, zaopatrzone w rozwidlony wyrostek międzybiodrowy. Odnóża były cienkie, o wydłużonych biodrach i krętarzach oraz bardzo smukłych udach, tylko w przypadku przedniej pary grubszych od goleni. Stopy budowało pięć członów, z których tylko czwarty był rozszerzony i os spodu głęboko wcięty, pozostałe zaś wąskie. Na spodzie odwłoka widocznych osiem sternitów (wentrytów), z których ostatni był dość głęboko, półokrągło wykrojony.